# Reiley
Rani Petersen, (művésznevén: Reiley, Tórshavn, 1997. november 24. – ) feröeri–dán énekes, influencer. Ő képviselte Dániát a 2023-as Eurovíziós Dalfesztiválon, Liverpoolban, Breaking My Heart című dalával.

## Pályafutása
2023. január 19-én a Danmarks Radio bejelentette, hogy az énekes résztvevője lesz a 2023-as Dansk Melodi Grand Prix dán eurovíziós nemzeti döntőnek. A február 11-én rendezett döntőben a szakmai zsűri és a nézők szavazatai alapján megnyerte a döntőt, így ő képviselheti Dániát az Eurovíziós Dalfesztiválon. Versenydalát először a május 11-én rendezendő második elődöntőben adta elő, ahonnan nem jutott tovább a döntőbe. Ő volt Dánia első feröeri eurovíziós versenyzője.

## Diszkográfia

### Kislemezek
- Let It Ring (2021)
- Superman (2021)
- Blah Blah Blah (2021)
- Breaking My Heart (2023)
- Lovesongs (2023)

### Közreműködések
- Moonlight (AB6IX, 2022)